# Episodi di Nautilus
La prima stagione della serie televisiva Nautilus è stata interamente pubblicata nel Regno Unito il 25 ottobre 2024 su Prime Video.
| nº | Titolo originale     | Titolo italiano | Pubblicazione UK | Pubblicazione Italia |  |
| -- | -------------------- | --------------- | ---------------- | -------------------- |  |
| 1  | Anahata              |                 | 25 ottobre 2024  |                      |  |
| 2  | Tick, Tick, Boom     |                 | 25 ottobre 2024  |                      |  |
| 3  | What Lies Beneath    |                 | 25 ottobre 2024  |                      |  |
| 4  | Slippery When Wet    |                 | 25 ottobre 2024  |                      |  |
| 5  | Hallucinations       |                 | 25 ottobre 2024  |                      |  |
| 6  | The Big Blue         |                 | 25 ottobre 2024  |                      |  |
| 7  | Cold War             |                 | 25 ottobre 2024  |                      |  |
| 8  | The Tipping Point    |                 | 25 ottobre 2024  |                      |  |
| 9  | Ride of the Valkyrie |                 | 25 ottobre 2024  |                      |  |
| 10 | Too Big to Fail      |                 | 25 ottobre 2024  |                      |  |